# آرون آیزنبرگ
آرون آیزنبرگ (انگلیسی: Aron Eisenberg؛ زادهٔ ۶ ژانویهٔ ۱۹۶۹) یک هنرپیشه و عکاس اهل ایالات متحده آمریکا بود.
او در فیلم دعا برای رولربویز و خیابان‌ها بازی کرده‌است.